# Boston (kortspel)
Boston är ett kortspel av whist-typ för fyra spelare. Spelet har fått sitt namn efter staden Boston i USA och härrör från tiden för det amerikanska frihetskriget.
Till skillnad mot vanlig whist bildar inte spelarna partnerpar, utan var och en spelar för sig. Genom budgivning utses en spelförare, som har att försöka spela hem sitt bud. För motspelarna gäller det att förhindra detta. 
I Boston finns ett femtontal bud av varierande svårighetsgrad, från att spela hem minst fem och upp till samtliga tretton stick, alternativt att inte ta några stick alls. Den spelare som bjudit högst enligt budtabellen blir spelförare och får vid hemgång betalt av motspelarna. Betalningen sker i form av marker och beloppets storlek är avhängigt av budets svårighetsgrad, och kan också variera efter vilken färg som varit trumf. Vid misslyckat spel blir det i stället spelföraren som får betala. 